# Dapelgo (Gounghin)
Pour les articles homonymes, voir Dapelgo.
Dapelgo, parfois orthographié Dapelego, est une commune située dans le département de Gounghin de la province de Kouritenga dans la région du Centre-Est au Burkina Faso.

## Démographie
| 2003 | 2006 | 2012 |
| ---- | ---- | ---- |
| 924  | 840  | -    |

## Santé et éducation
Le centre de soins le plus proche de Dapelgo est le centre de santé et de promotion sociale (CSPS) de Gounghin tandis que le centre médical (CMA) le plus proche se trouve à Koupéla.